# Sarotherodon occidentalis
Sarotherodon occidentalis är en fiskart som först beskrevs av Jacques Daget 1962.  Sarotherodon occidentalis ingår i släktet Sarotherodon och familjen Cichlidae. IUCN kategoriserar arten globalt som nära hotad. Inga underarter finns listade i Catalogue of Life.